# Campeonato Mundial de Clubes de Balonmano de 2018
El Campeonato Mundial de Clubes de Balonmano de 2018 (oficialmente IHF Super Globe 2018) fue la 12.ª edición del Campeonato Mundial de Clubes de Balonmano. Fue celebrado por novena vez consecutiva en Doha, Catar, en el Al-Gharafa Sala de S.D. del 16 al 19 de octubre de 2018.

## Sede
Los partidos del torneo fueron disputados en la ciudad de Doha, en el Duhail Handball Sports Hall.
| Doha                                         | Doha |
| -------------------------------------------- | ---- |
| Duhail Handball Sports Hall Capacidad: 5,500 | Doha |
|                                              | Doha |

## Equipos Clasificados
Participarán del torneo los 5 campeones de cada torneo continental, el campeón defensor, el equipo anfitrión y un equipo comodín.
| Equipo            | Clasificación                              |
| ----------------- | ------------------------------------------ |
| FC Barcelona      | Campeón Super Globe 2017                   |
| Hammamet          | Segundo puesto Liga de campeones de la CAH |
| Al-Najma Club     | Campeón Liga de campeones de la AHF        |
| Sydney University | Campeón Campeonato Panamericano            |
| Handebol Taubaté  | Campeón Campeonato Panamericano            |
| Montpellier       | Campeón Liga de Campeones de la EHF        |
| Al Sadd           | Anfitrión                                  |
| Füchse Berlin     | Comodín                                    |

## Árbitros
Fueron seleccionadas 6 parejas de árbitros para el torneo.
| Árbitros  | Árbitros                     |
| --------- | ---------------------------- |
| Alemania  | Schulze R. / Tonniest T.     |
| Argentina | López Grillo J. / Lenci S.   |
| Dinamarca | Gjeding M. / Hansen M.       |
| España    | Raluy O. / Sabroso A.        |
| Túnez     | Boualloucha I. / Khenissi R. |

## Resultados
Todos los horarios son locales(UTC+3).

### Llave
|  | Quarterfinals     | Quarterfinals |               |    | Semifinals  | Semifinals  |  |  | Final | Final |
|  |                   |               |               |    |             |             |  |  |       |       |
|  | 16 de octubre     |               |               |    |             |             |  |  |       |       |
|  |                   |               |               |    |             |             |  |  |       |       |
|  | FC Barcelona      | 37            |               |    |             |             |  |  |       |       |
|  | FC Barcelona      | 37            | 17 de octubre |    |             |             |  |  |       |       |
|  | Al-Najma Club     | 28            |               |    |             |             |  |  |       |       |
|  | Al-Najma Club     | 28            | FC Barcelona  | 37 |             |             |  |  |       |       |
|  | 16 de octubre     |               | FC Barcelona  | 37 |             |             |  |  |       |       |
|  |                   | Montpellier   | 30            |    |             |             |  |  |       |       |
|  | Montpellier       | Montpellier   | 30            | 31 |             |             |  |  |       |       |
|  | Montpellier       |               | 19 de octubre | 31 |             |             |  |  |       |       |
|  | Hammamet          | 22            |               |    |             |             |  |  |       |       |
|  | Hammamet          | 22            | FC Barcelona  | 29 |             |             |  |  |       |       |
|  | 16 de octubre     |               | FC Barcelona  | 29 |             |             |  |  |       |       |
|  |                   | Füchse Berlin | 24            |    |             |             |  |  |       |       |
|  | Taubaté           | Füchse Berlin | 24            | 25 |             |             |  |  |       |       |
|  | Taubaté           | 17 de octubre |               | 25 |             |             |  |  |       |       |
|  | Füchse Berlin     | 33            |               |    |             |             |  |  |       |       |
|  | Füchse Berlin     | 33            | Füchse Berlin | 26 |             |             |  |  |       |       |
|  | 16 de octubre     |               | Füchse Berlin | 26 |             |             |  |  |       |       |
|  |                   | Al Sadd       | 20            |    | Third place | Third place |  |  |       |       |
|  | Al Sadd           | Al Sadd       | 20            | 27 | Third place | Third place |  |  |       |       |
|  | Al Sadd           |               | 19 de octubre | 27 |             |             |  |  |       |       |
|  | Sydney University | 22            |               |    |             |             |  |  |       |       |
|  | Sydney University | 22            | Montpellier   | 33 |             |             |  |  |       |       |
|  |                   |               |               |    |             |             |  |  |       |       |
|  | Al Sadd           | 23            |               |    |             |             |  |  |       |       |
|  | Al Sadd           | 23            |               |    |             |             |  |  |       |       |

5th place bracket
|  | 5–8th place semifinals | 5–8th place semifinals |               |    | Fifth place | Fifth place |
|  |                        |                        |               |    |             |             |
|  | 17 de octubre          |                        |               |    |             |             |
|  |                        |                        |               |    |             |             |
|  | Al-Najma Club          | 26                     |               |    |             |             |
|  | Al-Najma Club          | 26                     | 19 de octubre |    |             |             |
|  | Hammamet               | 27                     |               |    |             |             |
|  | Hammamet               | 27                     | Hammamet      | 24 |             |             |
|  | 17 de octubre          |                        | Hammamet      | 24 |             |             |
|  |                        | Taubaté                | 34            |    |             |             |
|  | Taubaté                | Taubaté                | 34            |    |             |             |
|  |                        |                        |               |    |             |             |
|  | Sydney University      |                        |               |    |             |             |
|  | Seventh place          |                        |               |    |             |             |
|  |                        |                        |               |    |             |             |
|  | 19 de octubre          |                        |               |    |             |             |
|  |                        |                        |               |    |             |             |
|  | Al-Najma Club          | 28                     |               |    |             |             |
|  | Al-Najma Club          | 28                     |               |    |             |             |
|  | Sydney University      | 26                     |               |    |             |             |

## Estadísticas

### Clasificación General
| Medalla de oro    | FC Barcelona      |
| Medalla de plata  | Füchse Berlin     |
| Medalla de bronce | Montpellier       |
| 4                 | Al Sadd           |
| 5                 | Taubaté           |
| 6                 | Hammamet          |
| 7                 | Al-Najma Club     |
| 8                 | Sydney University |

### Goleadores
| P  | Nombre                         | Equipo        | G  | L  | %E | 7m | PJ |
| -- | ------------------------------ | ------------- | -- | -- | -- | -- | -- |
| 1  | Khaled Haj Youssef             | Al Sadd       | 22 | 28 | 79 | 4  | 3  |
| 2  | Oussama Jaziri                 | Hammamet      | 20 | 40 | 50 | 0  | 3  |
| 3  | Amir Nowraddine Denguir        | Al Sadd       | 20 | 44 | 45 | 0  | 3  |
| 4  | Casper Mortensen               | FC Barcelona  | 16 | 18 | 89 | 6  | 3  |
| 5  | Jacob Holm                     | Füchse Berlin | 15 | 27 | 56 | 0  | 3  |
| 6  | Melvyn Richardson              | Montpellier   | 15 | 20 | 75 | 4  | 3  |
| 7  | Ali Mirza Salman               | Al-Najma Club | 15 | 26 | 58 | 1  | 3  |
| 8  | Hussain Al Sayyad              | Al-Najma Club | 14 | 26 | 54 | 0  | 3  |
| 9  | Sergio Avelino de Olivera Lops | Hammamet      | 13 | 19 | 68 | 0  | 3  |
| 10 | Valentin Porte                 | Montpellier   | 13 | 14 | 93 | 0  | 3  |

Fuente: IHF

### Arqueros
- Mínimo del 20% de lanzamientos recibidos por equipo.

| Rank | Nombre | Equipo | %E | A | L | PJ |
| ---- | ------ | ------ | -- | - | - | -- |
| 1    |        |        |    |   |   |    |
| 2    |        |        |    |   |   |    |
| 3    |        |        |    |   |   |    |
| 4    |        |        |    |   |   |    |
| 5    |        |        |    |   |   |    |
| 6    |        |        |    |   |   |    |
| 7    |        |        |    |   |   |    |
| 8    |        |        |    |   |   |    |
| 9    |        |        |    |   |   |    |
| 10   |        |        |    |   |   |    |

Fuente: IHF

| Predecesor: Mundial de Clubes 2017 | Campeonato Mundial de Clubes de Balonmano XII edición Catar 2018 | Sucesor: Mundial de Clubes 2019 |